# 巴底镇
巴底镇，原为巴底乡，是中华人民共和国四川省甘孜藏族自治州丹巴县下辖的一个乡镇级行政单位。

## 行政区划
巴底镇下辖以下地区：
木尔落村、色足村、协日村、沈洛村、尔波村、木尔约村、木纳山村、邛山一村、邛山二村、小卡子村、崃依村、齐鲁村、俄鲁村、培尔村、阿拉伯村、柏松塘村、小坪村、大坪村、木兰村、沈足一村、沈足二村和牧业村。